# Leucodecton tarmuguliense
Leucodecton tarmuguliense är en lavart som först beskrevs av Sethy, Nagarkar & Patw., och fick sitt nu gällande namn av Frisch 2006. Leucodecton tarmuguliense ingår i släktet Leucodecton och familjen Thelotremataceae.   Inga underarter finns listade i Catalogue of Life.